# Ustelkeria (álbum)
Ustelkeria (que en castellano significa «podredumbre») es el título del séptimo álbum recopilatorio de rarezas y singles del grupo musical vasco Negu Gorriak.
En 1993, el entonces teniente coronel de la Guardia Civil Enrique Rodríguez Galindo demandó a Negu Gorriak y a Esan Ozenki con motivo de la canción «Ustelkeria» del álbum Gure Jarrera. En ella el grupo acusaba al Guardia Civil de narcotráfico, basándose en información aparecida en diferentes medios de comunicación.
El 25 de mayo de 1995 la Sección Primera de la Audiencia Provincial de Guipúzcoa falló a favor de Galindo, condenando a Negu Gorriak a pagar 15 millones de pesetas (unos 90.000 euros). A pesar de recurrir la sentencia, el grupo comenzó a prepararse para una posible pérdida del juicio, que les supondría tener que vender los másteres de todos los discos que Esan Ozenki había editado hasta entonces, lo que conllevaría el cierre del sello. Como complemento a la campaña de solidaridad «Hitz Egin!» («¡Habla!»), el grupo editó, en mayo de 1996, Ustelkeria, un álbum recopilatorio para recaudar fondos. El precio de cada una de las 3.000 copias numeradas era de 5.000 pesetas (unos 30 euros), un precio alto en su época.
El disco estaba formado por material esparcido en singles, recopilatorios, maquetas, tomas en directo y una canción inédita: «Bizitza sein laburra den» («La vida, qué corta es»).
En 2001, con motivo de la victoria del grupo sobre Galindo, reeditaron el álbum con un libreto actualizado.

## Lista de canciones
1. «Oker dabiltza» («Están equivocados»)
2. «Ustelkeria» («Podredumbre»)
3. «Hiri gerrilaren dantza» («La danza de la guerrilla urbana»)
4. «B.S.O.»
5. «Jainkoak gorde beza lehendakaria» («Dios salve al lehendakari»)
6. «Hator, hator» («Ven, ven»)
7. «Itxoiten» («Esperando»)
8. «Izokin euskaldun baten istorioa» («Historia de un salmón vasco»)
9. «Aizu» («Escúchame»)
10. «Bizitza zein laburra den» («La vida, qué corta es»)
11. «Apatxe gaua» («Noche Apache»)
12. «Borreroak baditu milaka aurpegi» («El verdugo es el hombre de las mil caras»)
13. «J.F.K.»
14. «Hipokrisiari Stop!!» («¡Stop hipocresía!»)